# Jimmy Fredriksson
Jimmy Robin Fredriksson, född 29 juli 1951, är en svensk journalist, som arbetar som ledarskribent sedan december 2002 samt som högste chef för den allmänna redaktionen och ansvarig utgivare sedan augusti 1999 på GT. Han har arbetat på GT sedan 1973. Tidigare har han varit nyhetsreporter, redigerare, nattchef och sedan 1995 som redaktionschef på tidningen. Jimmy Fredriksson är far till fyra barn. I oktober 2000 blev han ställföreträdande utgivare för Expressens tre tidningar. Fredriksson har gjort lumpen och bott i Stockholm.